# Курценхоуз
Куртценхауз (фр. Kurtzenhouse) насеље је и општина у Француској у региону Алзас, у департману Доња Рајна.
По подацима из 2006. године у општини је живело 921 становника, а густина насељености је износила 257 становника/km².

## Демографија
| 1962. | 1968. | 1975. | 1982. | 1990. | 2006. | 2011. |
| ----- | ----- | ----- | ----- | ----- | ----- | ----- |
| 714   | 723   | 758   | 877   | 894   | 921   | 1.017 |